# Volken (gemeente)
Volken is een gemeente en plaats in het Zwitserse kanton Zürich, en maakt deel uit van het district Andelfingen.
Volken telt 292 inwoners.
Andelfingen · Benken · Berg am Irchel · Buch am Irchel · Dachsen · Dorf · Feuerthalen · Flaach · Flurlingen · Henggart · Kleinandelfingen · Laufen-Uhwiesen · Marthalen · Ossingen · Rheinau · Stammheim · Thalheim an der Thur · Trüllikon · Truttikon · Volken
- Historisch woordenboek van Zwitserland: 000037
- Virtual International Authority File: 241530684